# Ardelles
Ardelles é uma comuna francesa na região administrativa do Centro, no departamento Eure-et-Loir. Estende-se por uma área de 10,33 km². Em 2010 a comuna tinha 203 habitantes (densidade: 19,7 hab./km²).